# Macclesfield (circonscription britannique)

La circonscription dans le Cheshire.

La circonscription de Macclesfield est une circonscription électorale anglaise située dans le Cheshire et représentée à la Chambre des communes du Parlement britannique.